# Internationales Parlaments-Stipendium

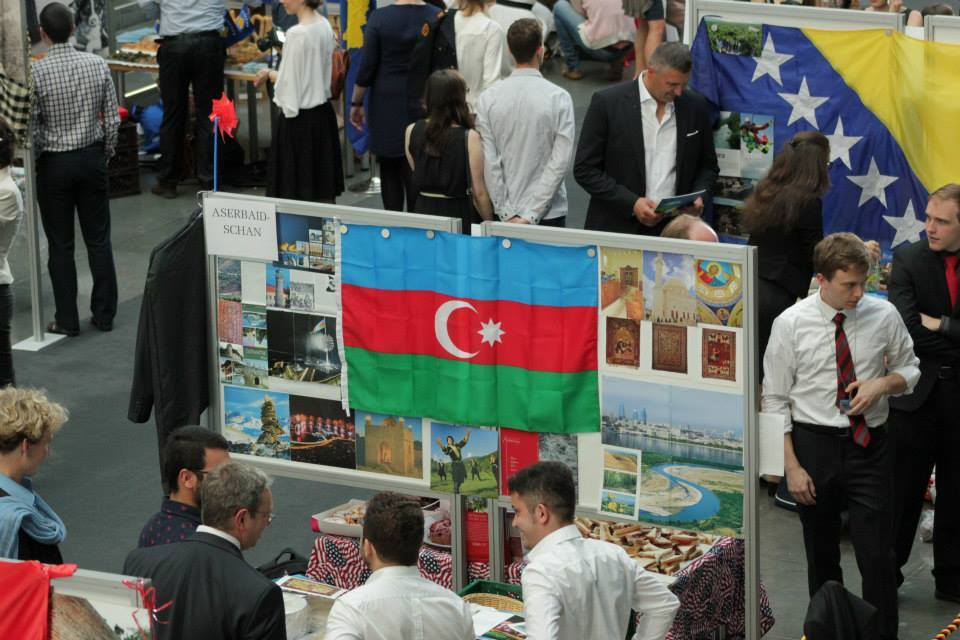
Stipendiatenabend

Das Internationale Parlaments-Stipendium (IPS) ist ein jährliches Stipendienprogramm des Deutschen Bundestages für bis zu 120 junge Leute aus Mittel-, Ost- und Südosteuropa, Ländern des arabischen Raums, Frankreich, Israel, Kanada sowie den USA. Bis zum Programmjahr 2007 firmierte es unter der Bezeichnung Internationales Parlaments-Praktikum (IPP).

## Geschichte
Der Deutsche Bundestag führt das Internationale Parlaments-Stipendium seit 1986 durch. Seinen Ursprung hat es im Bundestags-Internship-Programm (BIP). Das BIP sprach jedoch ausschließlich junge Akademiker aus den Vereinigten Staaten an. In den Jahren von 1986 bis 1988 wurden jährlich 20 Stipendien vergeben.
Im Jahr 1989 wurde mit Frankreich ein dem BIP ähnliches Programm unter dem Namen Deutsch-Französisches Parlaments-Praktikum gegründet. Im Gegensatz zum BIP basiert dieses auf Gegenseitigkeit, wodurch auch deutschen Akademikern die Gelegenheit geboten wird, in der französischen Nationalversammlung ein Praktikum zu absolvieren. Zudem ist die Gesamtdauer des Programms auf zehn Monate ausgedehnt. Die französischen Stipendiaten verbringen zur Vorbereitung ein Semester an der Humboldt-Universität zu Berlin, während die deutschen Stipendiaten ein Semester an der Sciences Po Paris absolvieren. Seit 1989 haben 140 Franzosen ein Stipendium beim Deutschen Bundestag und 135 Deutsche ein Stipendium bei der französischen Nationalversammlung erhalten.
Das Internationale Parlaments-Stipendium, damals noch unter dem Namen Internationales Parlaments-Praktikum (IPP), wurde für Hochschulabsolventen aus Ländern Mittel-, Ost- und Südosteuropas nach dem Ende des Kalten Krieges geöffnet. Im Jahr 1990 wurde polnischen und ungarischen Bewerbern die Möglichkeit geboten, am Internationalen Parlaments-Stipendium teilzunehmen. In den darauffolgenden Jahren hat der Deutsche Bundestag das Programm um die Länder Bulgarien (1995), Estland (1992), Lettland (1992), Litauen (1992), Rumänien (1996), Russland (1993), Serbien (2004), die Slowakei (1994), Tschechien (1993) und die Ukraine (2000) erweitert. Im Jahr 2001 wurden die Staaten Albanien, Bosnien und Herzegowina, Kroatien, Mazedonien und Slowenien und im Jahr 2005 die Staaten Georgien und Kasachstan in das Programm aufgenommen. Ab dem Programmjahr 2008 können auch Stipendiaten aus den Ländern Armenien, Aserbaidschan, Moldau und Belarus an dem Programm teilnehmen. Aufgrund der politischen Veränderungen nehmen seit 2009 Kosovo und Montenegro als eigenständige Staaten teil. Die Gesamtzahl der Stipendienplätze wurde aber nicht angehoben. Israel wurde im Jahr 2009 in das Programm aufgenommen. Im Jahr 2015 folgten Griechenland, die Türkei und Zypern. Ab dem Jahr 2018 ist Kanada in dem Programm vertreten. Bis 2017 haben über 2.500 Stipendiaten das Internationale Parlaments-Stipendium absolviert.
Vor dem Umzug des Parlaments von Bonn nach Berlin wurde das Programm von der Verwaltung des Deutschen Bundestages gemeinsam mit der Universität Bonn und seither mit der Freien Universität Berlin, der Humboldt-Universität zu Berlin und der Technischen Universität Berlin durchgeführt.

## Ablauf des Programms
Das IPS-Programm dauert insgesamt fünf Monate und setzt sich aus verschiedenen akademischen Veranstaltungen und einer dreimonatigen Tätigkeit bei einem Mitglied des Deutschen Bundestages zusammen. Im Rahmen einer ganztägigen Beschäftigung übernehmen die Stipendiaten verschiedene Aufgaben eines Abgeordnetenbüros und begleiten ihre Abgeordneten zu Sitzungen, um Einblicke in die internen Funktionsweisen, Zusammenhänge und Verfahrensabläufe des Parlaments zu gewinnen.
In den ersten Wochen nehmen die Teilnehmer an Einführungsveranstaltungen zur parlamentarischen Arbeit teil. Die Stipendiaten werden in Kurzseminaren der politischen Stiftungen in das politische, wirtschaftliche und kulturelle Leben der Bundesrepublik Deutschland im weiteren Lauf des Stipendiums eingeführt. Darüber hinaus sind die Stipendiaten im jeweiligen Sommersemester als Studierende an der Humboldt-Universität zu Berlin eingeschrieben und können während dieser Zeit Lehrveranstaltungen an den Berliner Universitäten besuchen. Ergänzend nehmen sie an einem wissenschaftlichen Begleitprogramm der Freien Universität, der Humboldt-Universität und der Technischen Universität teil.

## Stipendium
Das Stipendium wird vom Bundestag finanziert und steht unter der Schirmherrschaft des Präsidenten des Deutschen Bundestages. Die parlamentarische Koordination erfolgt durch die Berichterstattergruppe für die Internationalen Austauschprogramme in der Kommission des Ältestenrates für Innere Angelegenheiten.
Das Stipendium beinhaltet eine monatliche Zuwendung von 500 Euro, freie Unterkunft sowie eine Kranken-, Unfall- und Haftpflichtversicherung. Außerdem werden die Kosten der An- und Abreise nach und von Berlin übernommen.

## Auswahlkriterien
Die Bewerber müssen Staatsbürger eines beteiligten Landes sein, ein Studium erfolgreich absolviert haben, über gute deutsche Sprachkenntnisse verfügen und dürfen das 30. Lebensjahr noch nicht vollendet haben. Die Teilnehmer werden in einem zweistufigen Verfahren ausgewählt. Eine erste Auswahl trifft die Deutsche Botschaft im jeweiligen Land. Die danach verbliebenen Bewerber werden zu einem Auswahlgespräch mit einer deutschen Kommission eingeladen. Die Kommission besteht aus einem Mitglied des deutschen Bundestages, einem Universitätsvertreter und einem Bundestagsmitarbeiter und findet in den jeweiligen Ländern statt.

## Alumni Vereine
Ehemalige Stipendiaten haben in ihren Heimatländern Alumni-Vereine gegründet. Die Vereine unterstützen die Auswahlkommissionen und vermitteln Kontakte.

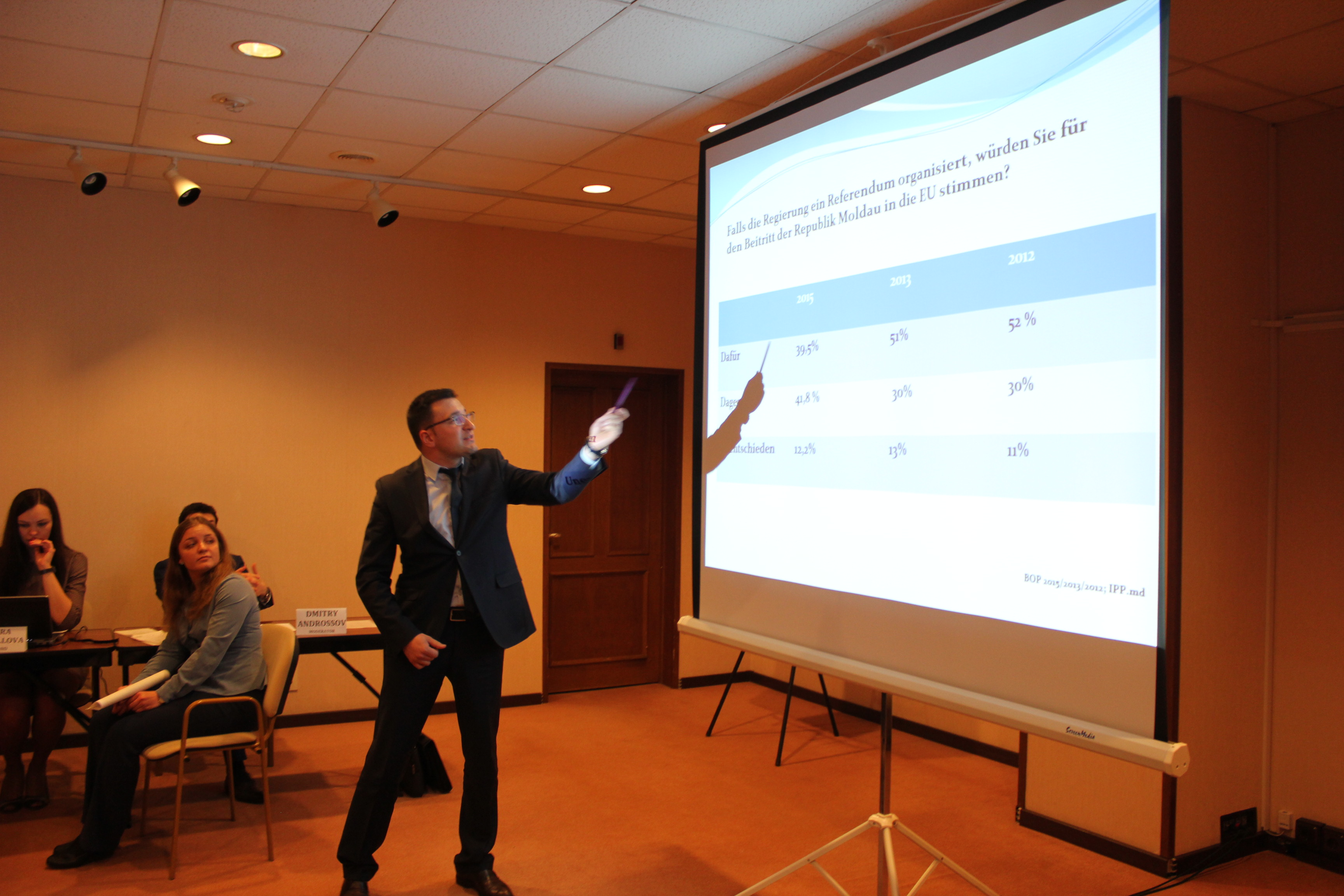
Erste regionale IPS-Konferenz vom 26. bis 29. Mai 2015 in Moskau, organisiert durch IPS-Alumni aus Russland

## Kritik
Im Zuge der Aserbaidschan-Affäre wurde publik, dass Stipendiaten mit aserbaidschanischem Hintergrund oftmals durch problematische Regimenähe auffielen; in die Kritik geriet ebenfalls die Intransparenz der Arbeit der IPS-Auswahlkommission des Deutschen Bundestages.